# Salticus tricinctus
Salticus tricinctus là một loài nhện trong họ Salticidae.
Loài này thuộc chi Salticus. Salticus tricinctus được Carl Ludwig Koch miêu tả năm 1846.